# Deltochilum laetiusculum
Deltochilum laetiusculum là một loài bọ cánh cứng trong họ Bọ hung (Scarabaeidae).